# Tom Gardberg
Tom Bertel Gardberg, född 22 maj 1941 i Åbo, är en finländsk trubadur, vispoet och -kompositör. 
Gardberg har främst blivit känd för den finlandssvenska publiken genom sina egna visor, inspirerade av sommar, hav och segling. Särskilt visan Natthamn har blivit en klassiker, som har spelats in av ett flertal nordiska artister och körer. Han är upphovsman till Sällskapet Visans Vänner i Åbo (grundat 1966), vars ordförande han varit 1966–1977, 1983–1984, 1990–1991 och 1996–1997. Han har uppträtt på de flesta visfestivaler och på konserter runtom i Norden och vunnit första pris i vistävlingarna i Sideby 1975 och Kotka 1989 samt utgett två LP-skivor med egna visor och tonsättningar Kom sommar-Kesä näkemiin (1977) och Kom visor, kom närma oss, värm oss (1983) samt CD:n Natthamn-Yösatama (2000). 
Gardberg blev filosofie magister 1968 och har största delen av sitt yrkesverksamma liv arbetat vid läkemedelsföretaget Leiras i Åbo, där han 1968–1980 och sedan 1983 verkat som toxikolog, produktchef, marknadsförings- och avdelningschef. Han är även en hängiven långfärdsseglare. 